# ラウラ・マルツァドーリ
ラウラ・マルツァドーリ（Laura Marzadori, 1989年1月9日 - ）は、イタリアのヴァイオリン奏者。
ボローニャ出身。３歳の頃からスズキ・メソードでフィオレンツァ・ロシにヴァイオリンを学ぶ。10歳の時にエンツォ・ポルタに師事し、地元のマルティーニ音楽院に進学。在学中の2003年にイタリア国家賞ヴァイオリン部門で第一等を得、2004年にアンドレア・アマティ国際ヴァイオリン・コンクールで優勝した。このコンクールで審査員だったサルヴァトーレ・アッカルドの計らいにより、クレモナのシュタウファー・アカデミーの国際コースおよびキジアーナ音楽院でもヴァイオリンを学べるようになった。2005年にはヴィットリオ・ヴェネト市国際ヴァイオリン・コンクールで優勝し、優等の成績でマルティーニ音楽院を卒業した。その後、マルコ・フォルナチアーニの下で研鑽を積んだ。2006年にはジュリアーノ・カルミニョーラのマスター・クラスに参加し、またイモラでパヴェル・ベルマンのレッスンも受けた。2008年にはアンドレア・ポスタッチーニ国際ヴァイオリン・コンクールで準優勝。2008年から2010年までチューリヒでザハール・ブロンの薫陶を受けている。2011年のシオン国際ヴァイオリン・コンクールと2012年のブエノス・アイレス国際ヴァイオリン・コンクールで５位入賞している。2014年からミラノ・スカラ座管弦楽団に所属し、ダニエル・バレンボイムの推挙により、コンサートマスターとなった。